# Laguna Colorada
La laguna Colorada es una laguna de Bolivia, ubicada en la región del Altiplano. Es un lugar de cría para los flamencos andinos, aves migratorias que se cuentan por miles en sus aguas ricas en minerales. Se encuentra dentro de la Reserva Nacional de Fauna Andina Eduardo Abaroa, en la provincia de Sud Lípez del departamento de Potosí.
La laguna recibe su nombre por su llamativo color rojo, provocado por el tipo de alga predominante y el alto contenido mineral de su agua.
Debido a la ubicación remota de la laguna Colorada, solo se puede llegar a ella mediante excursiones en jeep desde Uyuni, Tupiza o San Pedro de Atacama.

## Geografía
La laguna se encuentra administrativamente dentro del municipio de San Pablo de Lípez en la provincia de Sud Lípez al suroeste del departamento de Potosí.
Tiene unas dimensiones máximas de 10,7 km de largo por 9,6 km de ancho con una superficie de 54 km² y una profundidad promedio de 35 cm. 
Está considerada una laguna de tipo alto andina-salina, además contiene islas de bórax en los sectores noreste y sudeste. Cuenta con un perímetro costero de 35 kilómetros.
La precipitación media anual registrada en Laguna Colorada es de 75 mm.

Temperaturas: Media 8.9; Máxima media 10.7; Máxima absoluta 17.4; Mínima media -8.9; Mínima absoluta -17.0.

### Ramsar
La laguna Colorada es parte del sitio Ramsar Los Lípez. Fue catalogado como "Humedal Ramsar de Importancia Internacional" en 1990. El 13 de julio de 2009, el sitio Ramsar se amplió de 513,18 a 14.277,17 km² para incluir las lagunas endorreicas, hipersalinas y salobres altoandinas circundantes y los humedales asociados (conocidos como bofedales).

### Clima
Los siguientes datos sobre la precipitación histórica, media mensual y anual en mm:
| Localidad       | Altura | Ene  | Feb  | Mar  | Abr | May | Jun | Jul | Ago | Set | Oct | Nov | Dic | Año |
| --------------- | ------ | ---- | ---- | ---- | --- | --- | --- | --- | --- | --- | --- | --- | --- | --- |
| Laguna Colorada | 4278   | 22.0 | 20.0 | 12.0 | 1.0 | 1.0 | 3.0 | 0.0 | 2.0 | 1.0 | 0.0 | 1.0 | 9.0 | 72  |

## Composición
La coloración roja de sus aguas es debido a los sedimentos del color rojo y pigmentos de algunos tipos de algas, los tonos del agua van de marrones hasta rojos intensos.

## Fauna
Los flamencos de James abundan en la zona, y también es posible encontrar flamencos andinos y chilenos, pero en menor cantidad. La laguna es un lugar de cría para los flamencos, aves migratorias que se cuentan por miles en sus aguas ricas en minerales. Cerca de la laguna también habita el zorro andino cuya población se extiende por toda la Cordillera de los Andes. Asimismo, en la región de la laguna abundan las alpacas, aunque la especie está totalmente domesticada.

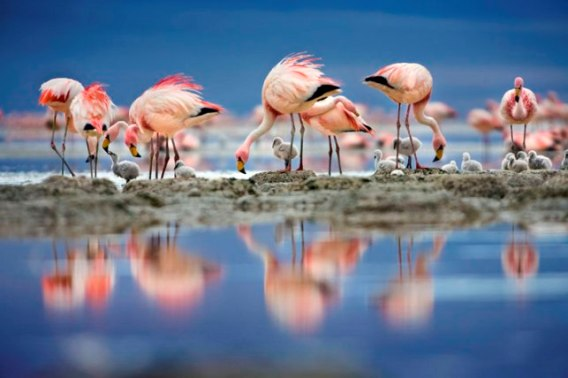
Garzas Rosadas

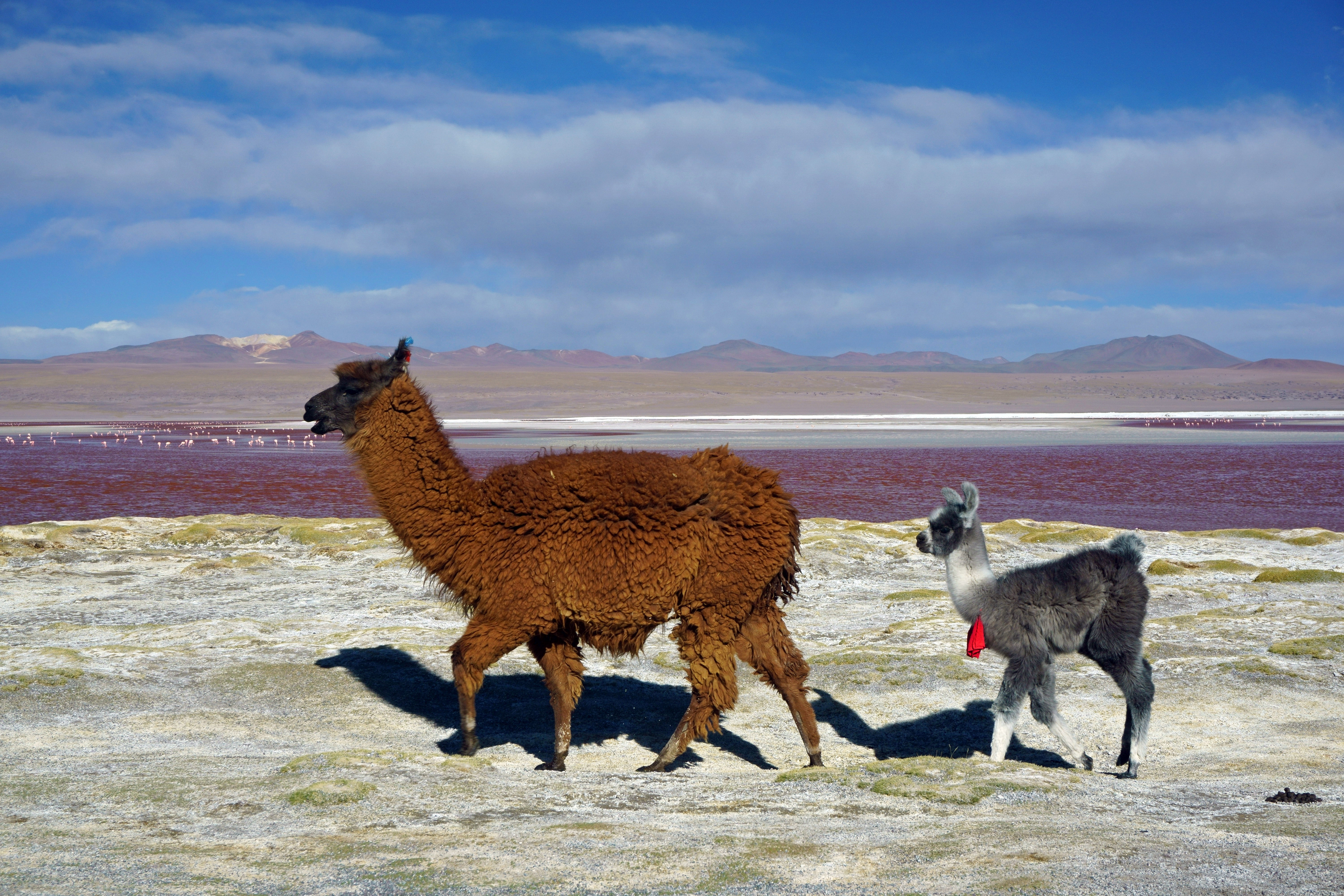
Alpacas (vicugna pacos)
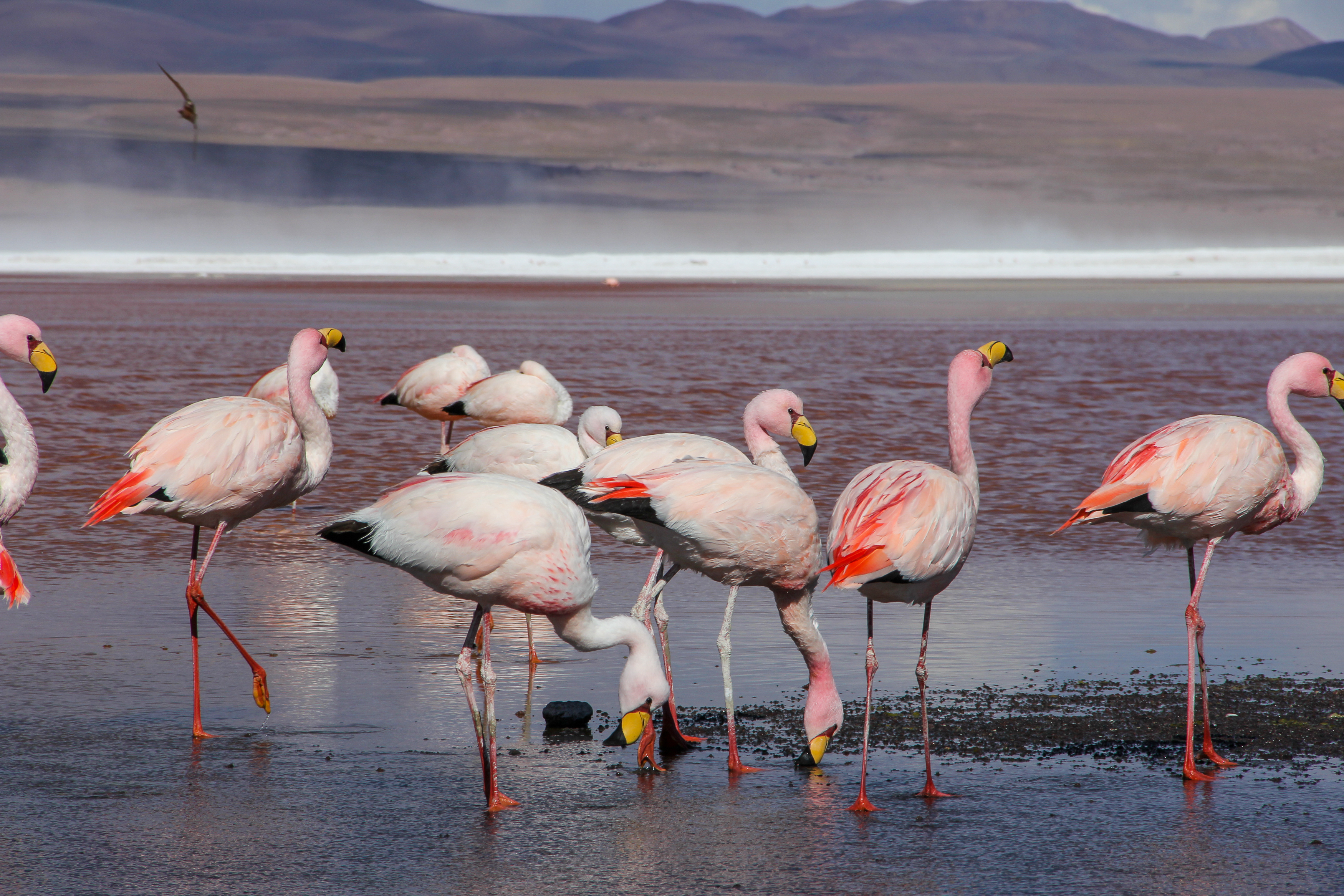
Flamencos de James (Phoenicoparrus jamesi)
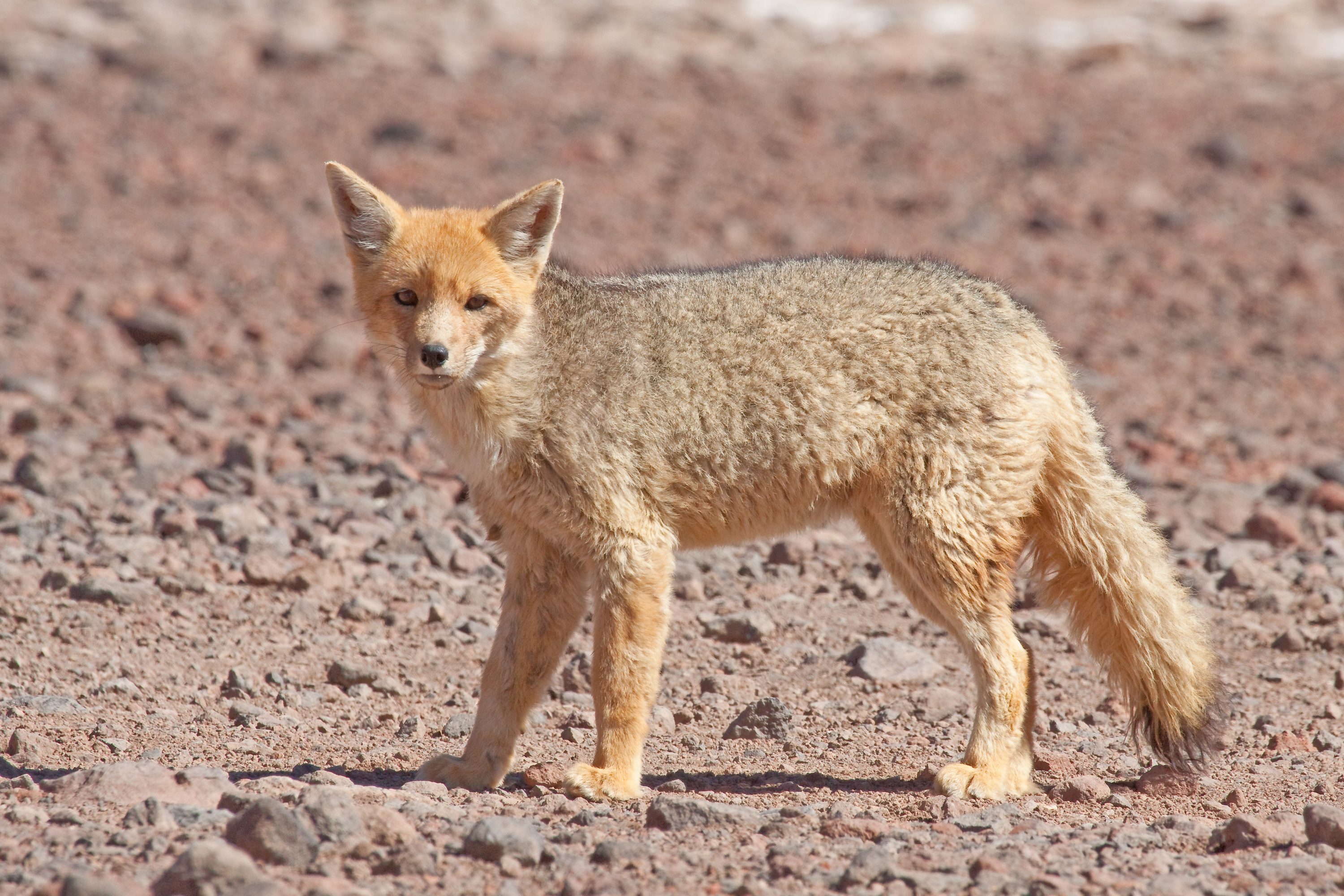
Zorro andino (Lycalopex culpaeus andinus)

## Maravilla natural
La laguna Colorada participó en la elección de las Siete maravillas naturales del mundo, aunque fue descartada adelantada la votación.

## Energía
A 20 km al sur de la laguna, cerca de la zona de Sol de Mañana, se construye actualmente una planta piloto de energía geotérmica, que al concluirse será la planta geotérmica ubicada a mayor altura del mundo, a 4970 metros sobre el nivel del mar. La planta piloto generará 5 MW de energía y luego la planta final 100 MW.